# Liga dos Campeões da CEV de 2021–22
A Liga dos Campeões da CEV de 2021–22, (em inglês:  2021–22 CEV Champions League), foi a 63.ª edição da principal competição de clubes de voleibol masculino da Europa, organizada pela Confederação Europeia de Voleibol (CEV) iniciada com as qualificatórias, esta realizada no período de 22 de setembro a 10 de novembro de 2021 com 17 equipes participantes e o torneio principal no período de 30 de novembro de 2021 a 22 de maio de 2022 com 20 equipes disputando o título, totalizando 35 clubes participantes, qualificando o time campeão para a edição do Campeonato Mundial de Clubes de 2022.
Repetindo a final da edição anterior, o polonês ZAKSA Kędzierzyn-Koźle voltou a conquistar o título europeu ao vencer o italiano Itas Trentino por 3 sets a 0 com parciais de 25–22, 25–20 e 32–30. O ponteiro polonês Kamil Semeniuk foi eleito o melhor jogador da fase final da competição.

## Formato de disputa
As equipes foram distribuídas proporcionalmente em 5 grupos com 4 equipes cada, onde todos os times (com três jogos em mando de quadra e três jogos como visitante). Os cinco times que encerrarem esta fase em primeiro de seus grupos qualificaram-se para os playoffs e mais os três melhores segundo colocados nesta etapa.
A classificação é determinada pelo número de partidas ganhas. Em caso de empate no número de partidas ganhas por duas ou mais equipes, sua classificação é baseada nos seguintes critérios:
- resultado de pontos (placar de 3–0 ou 3–1 garantiu três pontos para a equipe vencedora e nenhum para a equipe derrotada; já o placar de 3–2 garantiu dois pontos para a equipe vencedora e um para a perdedora);
- quociente de set (o número total de sets ganhos dividido pelo número total de sets perdidos);
- quociente de pontos (o número total de pontos marcados dividido pelo número total de pontos perdidos);
- resultados de confrontos diretos entre as equipes em questão.

A fase dos playoffs reuniu as oito melhores equipes da fase de grupos, sendo as primeiras colocadas de cada grupo e as três melhores segunda colocadas. As equipes disputaram a fase das quartas de final, com jogos de ida e volta, obedecendo os critérios de pontuação (resultado de pontos). No caso de empate, disputaram o golden set.
A fase semifinal reuniu as quatro equipes classificadas com jogos de ida e volta, com golden set. As duas melhores equipes desta fase disputaram a final, sendo disputada em jogo único.

## Equipes participantes
Um total de 20 equipes participaram no torneio principal, com 18 clubes oriundos das vagas diretas destinada aos melhores ranqueados conforme ranking das Copas Europeias, as 2 equipes restantes foram oriundas da fase qualificatória. As seguintes equipes foram qualificadas para a disputa do torneio principal da Liga dos Campeões da CEV de 2021–22.
| Ranking | País      | Número de equipes | Número de equipes | Número de equipes | Equipes qualificadas     |
| Ranking | País      | Vagas             | Qual.             | Total             | Equipes qualificadas     |
| ------- | --------- | ----------------- | ----------------- | ----------------- | ------------------------ |
| 1       | Itália    | 3                 | –                 | 3                 | Cucine Lube Civitanova   |
| 1       | Itália    | 3                 | –                 | 3                 | Sir Safety Perugia       |
| 1       | Itália    | 3                 | –                 | 3                 | Itas Trentino            |
| 2       | Rússia    | 3                 | –                 | 3                 | Dínamo Moscou            |
| 2       | Rússia    | 3                 | –                 | 3                 | Zenit São Petersburgo    |
| 2       | Rússia    | 3                 | –                 | 3                 | Lokomotiv Novosibirsk    |
| 3       | Polónia   | 3                 | –                 | 3                 | Jastrzębski Węgiel       |
| 3       | Polónia   | 3                 | –                 | 3                 | ZAKSA Kędzierzyn-Koźle   |
| 3       | Polónia   | 3                 | –                 | 3                 | Projekt Warszawa         |
| 4       | Alemanha  | 2                 | –                 | 2                 | Berlin Recycling Volleys |
| 4       | Alemanha  | 2                 | –                 | 2                 | VfB Friedrichshafen      |
| 5       | Turquia   | 2                 | –                 | 2                 | Ziraat Bankası Ankara    |
| 5       | Turquia   | 2                 | –                 | 2                 | Fenerbahçe Istanbul      |
| 6       | Bélgica   | 2                 | –                 | 2                 | Knack Roeselare          |
| 6       | Bélgica   | 2                 | –                 | 2                 | Greenyard Maaseik        |
| 7       | França    | 1                 | –                 | 1                 | AS Cannes                |
| 8       | Eslovênia | 1                 | –                 | 1                 | Merkur Maribor           |
| 9       | Sérvia    | 1                 | –                 | 1                 | Vojvodina                |
| 14      | Portugal  | –                 | 1                 | 1                 | Sport Lisboa e Benfica   |
| 15      | Bulgária  | –                 | 1                 | 1                 | Hebar Pazardzhik         |

## Sorteio dos grupos
O sorteio foi realizado em 24 de setembro de 2021 em Liubliana.

## Fase de grupos
|  | Classificado para as quartas de final                                   |
|  | Classificado para as quartas de final (três melhores segundo colocados) |

### Grupo A
|     |                     |     | Jogos | Jogos | Jogos | Resultados | Resultados | Resultados | Resultados | Resultados | Resultados | Sets | Sets | Sets  | Pontos | Pontos | Pontos |
| Pos | Equipe              | Pts | T     | V     | D     | 3–0        | 3–1        | 3–2        | 2–3        | 1–3        | 0–3        | V    | P    | R     | V      | P      | R      |
| --- | ------------------- | --- | ----- | ----- | ----- | ---------- | ---------- | ---------- | ---------- | ---------- | ---------- | ---- | ---- | ----- | ------ | ------ | ------ |
| 1   | Jastrzębski Węgiel  | 18  | 6     | 6     | 0     | 4          | 2          | 0          | 0          | 0          | 0          | 18   | 2    | 9,000 | 499    | 381    | 1.310  |
| 2   | Hebar Pazardzhik    | 7   | 6     | 3     | 3     | 1          | 0          | 2          | 0          | 1          | 2          | 10   | 13   | 0.769 | 418    | 509    | 0.821  |
| 3   | Knack Roeselare     | 5   | 6     | 2     | 4     | 0          | 0          | 2          | 1          | 0          | 3          | 8    | 16   | 0.500 | 512    | 539    | 0.950  |
| 4   | VfB Friedrichshafen | 6   | 6     | 1     | 5     | 1          | 0          | 0          | 3          | 1          | 1          | 10   | 15   | 0.667 | 493    | 493    | 1,000  |

| Data   | Hora  |                     | Placar |                     | Set 1 | Set 2 | Set 3 | Set 4 | Set 5 | Total   | Relatório |
| ------ | ----- | ------------------- | ------ | ------------------- | ----- | ----- | ----- | ----- | ----- | ------- | --------- |
| 30 nov | 18:00 | Jastrzębski Węgiel  | 3–0    | Hebar Pazardzhik    | 25–11 | 25–16 | 25–14 |       |       | 75–41   | Relatório |
| 1 dez  | 20:00 | VfB Friedrichshafen | 2–3    | Knack Roeselare     | 18–25 | 25–23 | 16–25 | 25–22 | 9–15  | 93–110  | Relatório |
| 14 dez | 19:00 | Knack Roeselare     | 0–3    | Jastrzębski Węgiel  | 18–25 | 20–25 | 23–25 |       |       | 61–75   | Relatório |
| 16 dez | 19:00 | Hebar Pazardzhik    | 3–2    | VfB Friedrichshafen | 25–13 | 18–25 | 22–25 | 25–12 | 15–12 | 105–87  | Relatório |
| 13 jan | 20:00 | VfB Friedrichshafen | 0–3    | Jastrzębski Węgiel  | 15–25 | 17–25 | 15–25 |       |       | 47–75   | Relatório |
| 25 jan | 18:00 | Jastrzębski Węgiel  | 3–0    | Knack Roeselare     | 25–21 | 25–21 | 25–23 |       |       | 75–65   | Relatório |
| 26 jan | 20:00 | VfB Friedrichshafen | 3–0    | Hebar Pazardzhik    | 25–0  | 25–0  | 25–0  |       |       | 75–0    | Relatório |
| 9 fev  | 20:30 | Knack Roeselare     | 3–2    | VfB Friedrichshafen | 25–20 | 14–25 | 20–25 | 31–29 | 15–11 | 105–110 | Relatório |
| 10 fev | 19:00 | Hebar Pazardzhik    | 1–3    | Jastrzębski Węgiel  | 28–26 | 23–25 | 19–25 | 16–25 |       | 86–101  | Relatório |
| 16 fev | 18:00 | Jastrzębski Węgiel  | 3–1    | VfB Friedrichshafen | 25–18 | 23–25 | 25–15 | 25–23 |       | 98–81   | Relatório |
| 16 fev | 20:30 | Knack Roeselare     | 2–3    | Hebar Pazardzhik    | 25–23 | 25–21 | 20–25 | 22–25 | 14–16 | 106–110 | Relatório |
| 17 fev | 19:00 | Hebar Pazardzhik    | 3–0    | Knack Roeselare     | 25–21 | 26–24 | 25–20 |       |       | 76–65   | Relatório |

### Grupo B
|     |                       |     | Jogos | Jogos | Jogos | Resultados | Resultados | Resultados | Resultados | Resultados | Resultados | Sets | Sets | Sets  | Pontos | Pontos | Pontos |
| Pos | Equipe                | Pts | T     | V     | D     | 3–0        | 3–1        | 3–2        | 2–3        | 1–3        | 0–3        | V    | P    | R     | V      | P      | R      |
| --- | --------------------- | --- | ----- | ----- | ----- | ---------- | ---------- | ---------- | ---------- | ---------- | ---------- | ---- | ---- | ----- | ------ | ------ | ------ |
| 1   | Dínamo Moscou         | 17  | 6     | 6     | 0     | 5          | 0          | 1          | 0          | 0          | 0          | 18   | 2    | 9,000 | 481    | 371    | 1.296  |
| 2   | Ziraat Bankası Ankara | 10  | 6     | 3     | 3     | 1          | 2          | 0          | 1          | 0          | 2          | 11   | 11   | 1,000 | 475    | 479    | 0.992  |
| 3   | Projekt Warszawa      | 7   | 6     | 2     | 4     | 0          | 2          | 0          | 1          | 2          | 1          | 10   | 14   | 0.714 | 510    | 537    | 0.950  |
| 4   | Greenyard Maaseik     | 2   | 6     | 1     | 5     | 0          | 0          | 1          | 0          | 2          | 3          | 5    | 17   | 0.294 | 443    | 522    | 0.849  |

| Data   | Hora  |                       | Placar |                       | Set 1 | Set 2 | Set 3 | Set 4 | Set 5 | Total   | Relatório |
| ------ | ----- | --------------------- | ------ | --------------------- | ----- | ----- | ----- | ----- | ----- | ------- | --------- |
| 1 dez  | 19:00 | Dínamo Moscou         | 3–2    | Projekt Warszawa      | 20–25 | 21–25 | 25–20 | 25–16 | 15–12 | 106–98  | Relatório |
| 1 dez  | 19:00 | Ziraat Bankası Ankara | 3–0    | Greenyard Maaseik     | 26–24 | 25–15 | 25–17 |       |       | 76–56   | Relatório |
| 14 dez | 20:30 | Greenyard Maaseik     | 0–3    | Dínamo Moscou         | 20–25 | 22–25 | 18–25 |       |       | 60–75   | Relatório |
| 15 dez | 20:30 | Projekt Warszawa      | 1–3    | Ziraat Bankası Ankara | 21–25 | 25–21 | 18–25 | 21–25 |       | 85–96   | Relatório |
| 13 jan | 19:00 | Ziraat Bankası Ankara | 0–3    | Dínamo Moscou         | 12–25 | 20–25 | 12–25 |       |       | 44–75   | Relatório |
| 25 jan | 19:00 | Ziraat Bankası Ankara | 3–1    | Projekt Warszawa      | 25–17 | 17–25 | 25–18 | 25–18 |       | 92–78   | Relatório |
| 26 jan | 19:00 | Dínamo Moscou         | 3–0    | Greenyard Maaseik     | 25–16 | 25–15 | 25–18 |       |       | 75–49   | Relatório |
| 8 fev  | 20:30 | Greenyard Maaseik     | 3–2    | Ziraat Bankası Ankara | 25–19 | 23–25 | 25–21 | 22–25 | 15–13 | 110–103 | Relatório |
| 9 fev  | 20:30 | Projekt Warszawa      | 0–3    | Dínamo Moscou         | 20–25 | 23–25 | 13–25 |       |       | 56–75   | Relatório |
| 15 fev | 19:00 | Projekt Warszawa      | 3–1    | Greenyard Maaseik     | 25–23 | 22–25 | 25–20 | 25–22 |       | 97–90   | Relatório |
| 16 fev | 19:00 | Dínamo Moscou         | 3–0    | Ziraat Bankası Ankara | 25–20 | 25–20 | 25–21 |       |       | 75–61   | Relatório |
| 16 fev | 20:30 | Greenyard Maaseik     | 1–3    | Projekt Warszawa      | 25–21 | 17–25 | 18–25 | 18–25 |       | 78–96   | Relatório |

### Grupo C
|     |                        |     | Jogos | Jogos | Jogos | Resultados | Resultados | Resultados | Resultados | Resultados | Resultados | Sets | Sets | Sets  | Pontos | Pontos | Pontos |
| Pos | Equipe                 | Pts | T     | V     | D     | 3–0        | 3–1        | 3–2        | 2–3        | 1–3        | 0–3        | V    | P    | R     | V      | P      | R      |
| --- | ---------------------- | --- | ----- | ----- | ----- | ---------- | ---------- | ---------- | ---------- | ---------- | ---------- | ---- | ---- | ----- | ------ | ------ | ------ |
| 1   | Cucine Lube Civitanova | 15  | 6     | 5     | 1     | 3          | 1          | 1          | 1          | 0          | 0          | 17   | 6    | 2.833 | 531    | 457    | 1.162  |
| 2   | ZAKSA Kędzierzyn-Koźle | 12  | 6     | 4     | 2     | 2          | 1          | 1          | 1          | 1          | 0          | 15   | 9    | 1.667 | 532    | 503    | 1.058  |
| 3   | Lokomotiv Novosibirsk  | 9   | 6     | 3     | 3     | 2          | 1          | 0          | 0          | 2          | 1          | 11   | 10   | 1.100 | 481    | 414    | 1.162  |
| 4   | Merkur Maribor         | 0   | 6     | 0     | 6     | 0          | 0          | 0          | 0          | 0          | 6          | 0    | 18   | 0,000 | 281    | 451    | 0.623  |

| Data   | Hora  |                        | Placar |                        | Set 1 | Set 2 | Set 3 | Set 4 | Set 5 | Total   | Relatório |
| ------ | ----- | ---------------------- | ------ | ---------------------- | ----- | ----- | ----- | ----- | ----- | ------- | --------- |
| 1 dez  | 19:30 | ZAKSA Kędzierzyn-Koźle | 3–0    | Merkur Maribor         | 25–19 | 25–18 | 25–17 |       |       | 75–54   | Relatório |
| 1 dez  | 20:00 | Cucine Lube Civitanova | 3–0    | Lokomotiv Novosibirsk  | 25–17 | 25–20 | 25–15 |       |       | 75–52   | Relatório |
| 14 dez | 19:00 | Lokomotiv Novosibirsk  | 1–3    | ZAKSA Kędzierzyn-Koźle | 19–25 | 21–25 | 24–26 | 23–25 |       | 87–101  | Relatório |
| 15 dez | 19:00 | Merkur Maribor         | 0–3    | Cucine Lube Civitanova | 18–25 | 16–25 | 24–26 |       |       | 58–76   | Relatório |
| 11 jan | 19:00 | Lokomotiv Novosibirsk  | 3–0    | Merkur Maribor         | 25–0  | 25–0  | 25–0  |       |       | 75–0    | Relatório |
| 12 jan | 18:00 | ZAKSA Kędzierzyn-Koźle | 2–3    | Cucine Lube Civitanova | 17–25 | 25–16 | 18–25 | 25–22 | 12–15 | 97–103  | Relatório |
| 26 jan | 19:30 | Cucine Lube Civitanova | 3–0    | Merkur Maribor         | 25–18 | 25–15 | 25–19 |       |       | 75–52   | Relatório |
| 8 fev  | 19:00 | Merkur Maribor         | 0–3    | ZAKSA Kędzierzyn-Koźle | 19–25 | 11–25 | 21–25 |       |       | 51–75   | Relatório |
| 9 fev  | 19:00 | Lokomotiv Novosibirsk  | 1–3    | Cucine Lube Civitanova | 25–21 | 23–25 | 22–25 | 20–25 |       | 90–96   | Relatório |
| 12 fev | 18:00 | ZAKSA Kędzierzyn-Koźle | 1–3    | Lokomotiv Novosibirsk  | 18–25 | 25–23 | 17–25 | 20–25 |       | 80–98   | Relatório |
| 16 fev | 19:00 | Merkur Maribor         | 0–3    | Lokomotiv Novosibirsk  | 22–25 | 23–25 | 21–25 |       |       | 66–75   | Relatório |
| 16 fev | 20:30 | Cucine Lube Civitanova | 2–3    | ZAKSA Kędzierzyn-Koźle | 22–25 | 25–21 | 24–26 | 25–21 | 11–15 | 107–108 | Relatório |

### Grupo D
|     |                          |     | Jogos | Jogos | Jogos | Resultados | Resultados | Resultados | Resultados | Resultados | Resultados | Sets | Sets | Sets  | Pontos | Pontos | Pontos |
| Pos | Equipe                   | Pts | T     | V     | D     | 3–0        | 3–1        | 3–2        | 2–3        | 1–3        | 0–3        | V    | P    | R     | V      | P      | R      |
| --- | ------------------------ | --- | ----- | ----- | ----- | ---------- | ---------- | ---------- | ---------- | ---------- | ---------- | ---- | ---- | ----- | ------ | ------ | ------ |
| 1   | Berlin Recycling Volleys | 16  | 6     | 6     | 0     | 3          | 1          | 2          | 0          | 0          | 0          | 18   | 5    | 3.600 | 541    | 430    | 1.258  |
| 2   | Zenit São Petersburgo    | 11  | 6     | 3     | 3     | 3          | 0          | 0          | 2          | 0          | 1          | 13   | 9    | 1.444 | 504    | 461    | 1.093  |
| 3   | Sport Lisboa e Benfica   | 5   | 6     | 2     | 4     | 0          | 1          | 1          | 0          | 1          | 3          | 7    | 15   | 0.467 | 397    | 510    | 0.778  |
| 4   | Vojvodina                | 4   | 6     | 1     | 5     | 1          | 0          | 0          | 1          | 1          | 3          | 6    | 15   | 0.400 | 454    | 495    | 0.917  |

| Data   | Hora  |                          | Placar |                          | Set 1 | Set 2 | Set 3 | Set 4 | Set 5 | Total   | Relatório |
| ------ | ----- | ------------------------ | ------ | ------------------------ | ----- | ----- | ----- | ----- | ----- | ------- | --------- |
| 1 dez  | 19:30 | Zenit São Petersburgo    | 3–0    | Sport Lisboa e Benfica   | 25–19 | 25–16 | 25–23 |       |       | 75–58   | Relatório |
| 1 dez  | 19:30 | Berlin Recycling Volleys | 3–0    | Vojvodina                | 26–24 | 25–16 | 25–21 |       |       | 76–61   | Relatório |
| 15 dez | 18:00 | Vojvodina                | 0–3    | Zenit São Petersburgo    | 22–25 | 13–25 | 20–25 |       |       | 55–75   | Relatório |
| 15 dez | 20:00 | Sport Lisboa e Benfica   | 1–3    | Berlin Recycling Volleys | 19–25 | 16–25 | 25–15 | 19–25 |       | 79–90   | Relatório |
| 25 jan | 19:30 | Zenit São Petersburgo    | 0–3    | Vojvodina                | 15–25 | 21–25 | 21–25 |       |       | 57–75   | Relatório |
| 26 jan | 19:30 | Berlin Recycling Volleys | 3–0    | Sport Lisboa e Benfica   | 25–0  | 25–0  | 25–0  |       |       | 75–0    | Relatório |
| 8 fev  | 20:00 | Sport Lisboa e Benfica   | 0–3    | Zenit São Petersburgo    | 16–25 | 18–25 | 16–25 |       |       | 50–75   | Relatório |
| 9 fev  | 18:00 | Vojvodina                | 0–3    | Berlin Recycling Volleys | 25–27 | 20–25 | 23–25 |       |       | 68–77   | Relatório |
| 16 fev | 18:00 | Vojvodina                | 1–3    | Sport Lisboa e Benfica   | 25–19 | 24–26 | 21–25 | 14–25 |       | 84–95   | Relatório |
| 16 fev | 19:30 | Zenit São Petersburgo    | 2–3    | Berlin Recycling Volleys | 26–24 | 25–20 | 25–27 | 22–25 | 12–15 | 110–111 | Relatório |
| 17 fev | 19:00 | Sport Lisboa e Benfica   | 3–2    | Vojvodina                | 23–25 | 26–24 | 26–24 | 25–27 | 15–11 | 115–111 | Relatório |
| 17 fev | 19:30 | Berlin Recycling Volleys | 3–2    | Zenit São Petersburgo    | 21–25 | 25–21 | 21–25 | 28–26 | 17–15 | 112–112 | Relatório |

### Grupo E
|     |                     |     | Jogos | Jogos | Jogos | Resultados | Resultados | Resultados | Resultados | Resultados | Resultados | Sets | Sets | Sets  | Pontos | Pontos | Pontos |
| Pos | Equipe              | Pts | T     | V     | D     | 3–0        | 3–1        | 3–2        | 2–3        | 1–3        | 0–3        | V    | P    | R     | V      | P      | R      |
| --- | ------------------- | --- | ----- | ----- | ----- | ---------- | ---------- | ---------- | ---------- | ---------- | ---------- | ---- | ---- | ----- | ------ | ------ | ------ |
| 1   | Sir Safety Perugia  | 18  | 6     | 6     | 0     | 6          | 0          | 0          | 0          | 0          | 0          | 18   | 0    | MAX   | 453    | 305    | 1.485  |
| 2   | Itas Trentino       | 12  | 6     | 4     | 2     | 3          | 1          | 0          | 0          | 0          | 2          | 12   | 7    | 1.714 | 451    | 378    | 1.193  |
| 3   | Fenerbahçe Istanbul | 5   | 6     | 2     | 4     | 1          | 0          | 1          | 0          | 0          | 4          | 6    | 14   | 0.429 | 421    | 463    | 0.909  |
| 4   | AS Cannes           | 1   | 6     | 0     | 6     | 0          | 0          | 0          | 1          | 1          | 4          | 3    | 18   | 0.167 | 329    | 508    | 0.648  |

| Data   | Hora  |                     | Placar |                     | Set 1 | Set 2 | Set 3 | Set 4 | Set 5 | Total  | Relatório |
| ------ | ----- | ------------------- | ------ | ------------------- | ----- | ----- | ----- | ----- | ----- | ------ | --------- |
| 30 nov | 19:00 | Fenerbahçe Istanbul | 3–0    | AS Cannes           | 28–26 | 25–21 | 25–22 |       |       | 78–69  | Relatório |
| 2 dez  | 20:30 | Sir Safety Perugia  | 3–0    | Itas Trentino       | 25–21 | 25–18 | 25–23 |       |       | 75–62  | Relatório |
| 15 dez | 19:30 | AS Cannes           | 0–3    | Sir Safety Perugia  | 15–25 | 22–25 | 18–25 |       |       | 55–75  | Relatório |
| 16 dez | 20:30 | Itas Trentino       | 3–0    | Fenerbahçe Istanbul | 25–21 | 25–22 | 25–17 |       |       | 75–60  | Relatório |
| 12 jan | 19:00 | Fenerbahçe Istanbul | 0–3    | Sir Safety Perugia  | 24–26 | 25–27 | 22–25 |       |       | 71–78  | Relatório |
| 13 jan | 20:30 | Itas Trentino       | 3–0    | AS Cannes           | 25–13 | 25–13 | 25–13 |       |       | 75–39  | Relatório |
| 26 jan | 19:00 | Fenerbahçe Istanbul | 0–3    | Itas Trentino       | 20–25 | 18–25 | 16–25 |       |       | 54–75  | Relatório |
| 27 jan | 20:30 | Sir Safety Perugia  | 3–0    | AS Cannes           | 25–0  | 25–0  | 25–0  |       |       | 75–0   | Relatório |
| 8 fev  | 20:00 | AS Cannes           | 2–3    | Fenerbahçe Istanbul | 19–25 | 25–19 | 25–19 | 13–25 | 9–15  | 91–103 | Relatório |
| 10 fev | 19:30 | Itas Trentino       | 0–3    | Sir Safety Perugia  | 18–25 | 21–25 | 23–25 |       |       | 62–75  | Relatório |
| 16 fev | 19:30 | AS Cannes           | 1–3    | Itas Trentino       | 23–25 | 9–25  | 29–27 | 14–25 |       | 75–102 | Relatório |
| 16 fev | 20:30 | Sir Safety Perugia  | 3–0    | Fenerbahçe Istanbul | 25–17 | 25–21 | 25–17 |       |       | 75–55  | Relatório |

## Playoffs
O sorteio das quartas de finais foi realizado em 18 de fevereiro de 2022, em Luxemburgo.

### Quartas de final
| Grupo 1                  | Grupo 2                |
| ------------------------ | ---------------------- |
| Sir Safety Perugia       | Cucine Lube Civitanova |
| Jastrzębski Węgiel       | Itas Trentino          |
| Dínamo Moscou            | ZAKSA Kędzierzyn-Koźle |
| Berlin Recycling Volleys | Zenit São Petersburgo  |

#### Jogos de ida
| Data   | Hora  |                        | Placar |                          | Set 1 | Set 2 | Set 3 | Set 4 | Set 5 | Total | Relatório |
| ------ | ----- | ---------------------- | ------ | ------------------------ | ----- | ----- | ----- | ----- | ----- | ----- | --------- |
| 8 mar  | 20:30 | Cucine Lube Civitanova | 0–3    | Jastrzębski Węgiel       | 22–25 | 23–25 | 19–25 |       |       | 64–75 | Relatório |
| Canc.  | –     | Zenit São Petersburgo  | 0–3    | Sir Safety Perugia       | 0–25  | 0–25  | 0–25  |       |       | 0–75  | Relatório |
| Canc.  | –     | ZAKSA Kędzierzyn-Koźle | 3–0    | Dínamo Moscou            | 25–0  | 25–0  | 25–0  |       |       | 75–0  | Relatório |
| 10 mar | 20:30 | Itas Trentino          | 3–0    | Berlin Recycling Volleys | 27–25 | 25–19 | 25–22 |       |       | 77–66 | Relatório |

#### Jogos de volta
| Data   | Hora  |                          | Placar |                        | Set 1 | Set 2 | Set 3 | Set 4 | Set 5 | Total   | Relatório |
| ------ | ----- | ------------------------ | ------ | ---------------------- | ----- | ----- | ----- | ----- | ----- | ------- | --------- |
| Canc.  | –     | Sir Safety Perugia       | 3–0    | Zenit São Petersburgo  | 25–0  | 25–0  | 25–0  |       |       | 75–0    | Relatório |
| 16 mar | 18:30 | Berlin Recycling Volleys | 3–2    | Itas Trentino          | 25–21 | 25–22 | 9–25  | 21–25 | 15–12 | 95–105  | Relatório |
| 16 mar | 20:30 | Jastrzębski Węgiel       | 3–2    | Cucine Lube Civitanova | 24–26 | 23–25 | 28–26 | 25–29 | 15–12 | 115–118 | Relatório |
| Canc.  | –     | Dínamo Moscou            | 0–3    | ZAKSA Kędzierzyn-Koźle | 0–25  | 0–25  | 0–25  |       |       | 0–75    | Relatório |

Obs.: Devido a invasão da Ucrânia pela Rússia, a CEV decidiu banir todos os clubes da Rússia e da Bielorrússia de suas competições. Logo as vagas para as semifinais foram garantidas ao ZAKSA Kędzierzyn-Koźle e ao Sir Safety Perugia.

### Semifinais

#### Jogos de ida
| Data   | Hora  |                    | Placar |                        | Set 1 | Set 2 | Set 3 | Set 4 | Set 5 | Total   | Relatório |
| ------ | ----- | ------------------ | ------ | ---------------------- | ----- | ----- | ----- | ----- | ----- | ------- | --------- |
| 30 mar | 20:30 | Sir Safety Perugia | 2–3    | Itas Trentino          | 23–25 | 25–19 | 23–25 | 30–28 | 12–15 | 113–112 | Relatório |
| 30 mar | 20:00 | Jastrzębski Węgiel | 0–3    | ZAKSA Kędzierzyn-Koźle | 20–25 | 14–25 | 19–25 |       |       | 53–75   | Relatório |

#### Jogos de volta
| Data       | Hora       |                        | Placar |                    | Set 1 | Set 2 | Set 3 | Set 4 | Set 5 | Total   | Relatório |
| ---------- | ---------- | ---------------------- | ------ | ------------------ | ----- | ----- | ----- | ----- | ----- | ------- | --------- |
| 7 abr      | 20:00      | ZAKSA Kędzierzyn-Koźle | 3–2    | Jastrzębski Węgiel | 25–15 | 25–21 | 24–26 | 21–25 | 15–11 | 110–98  | Relatório |
| 7 abr      | 20:30      | Itas Trentino          | 2–3    | Sir Safety Perugia | 25–21 | 21–25 | 25–16 | 20–25 | 13–15 | 104–102 | Relatório |
| Golden set | Golden set | Itas Trentino          | 17–15  | Sir Safety Perugia |       |       |       |       |       |         |           |

### Final
| Data   | Hora  |               | Placar |                        | Set 1 | Set 2 | Set 3 | Set 4 | Set 5 | Total | Relatório |
| ------ | ----- | ------------- | ------ | ---------------------- | ----- | ----- | ----- | ----- | ----- | ----- | --------- |
| 22 mai | 21:00 | Itas Trentino | 0–3    | ZAKSA Kędzierzyn-Koźle | 22–25 | 20–25 | 30–32 |       |       | 72–82 | Relatório |

## Classificação final
| Posição        | Equipe                 |
| -------------- | ---------------------- |
| Campeão        | ZAKSA Kędzierzyn-Koźle |
| Vice-campeão   | Itas Trentino          |
| Semifinalistas | Sir Safety Perugia     |
| Semifinalistas | Jastrzębski Węgiel     |

## Premiações
| Liga dos Campeões da CEV de 2021–22         |
| Polónia                                     |
| ------------------------------------------- |
| ZAKSA Kędzierzyn-Koźle Campeão (2.º título) |

### Individuais
Os atletas que se destacaram individualmente foramː
| - Most Valuable Player (MVP) Kamil Semeniuk (ZAK) - Maior pontuador Alessandro Michieletto (TRE) - Melhor saque Wilfredo León (PER) | - Melhor recepção Ivo Casas (SPO) - Melhor bloqueador Viktor Yosifov (HEB) - Melhor ataque Alen Pajenk (OLY) |